# Château du Fort (Chambon-le-Château)
Pour les articles homonymes, voir Château du Fort.
Le château du Fort est un château situé sur la commune de Chambon-le-Château, dans le département de la Lozère, en France.

## Historique
Le château du Fort appartient sous Louis XIV à Gabriel de Chastel de Pontaut, seigneur du Fort, de Verrières et d'Ancelpont, en Gévaudan, marié à Marie de Châteauneuf de Randon. Vers 1690, leur fille unique et héritière, Gabrielle Félice de Chastel (+ vers 1695), épouse Henri Joseph de Beaumont de Gibaud (1666 + 1724 ou 1749 ?), chevalier, appelé le marquis du Fort dès 1696, neveu de Fénelon, capitaine puis colonel du régiment de dragons de la reine, châtelain de Cateau-Cambrésis (charge reçue de Fénelon, archevêque de Cambrai).
Ce ménage Beaumont a deux enfants, une fille morte jeune et sans alliance, et Léon Gabriel de Beaumont (vers 1690 + peu après 1713), appelé du Fort, capitaine au régiment de Bigorre, gracié par le roi en juillet 1713 à la suite d’un duel, et mort peu après, de la petite vérole, laissant pour héritier son père.
Henri Joseph de Beaumont, marquis du Fort, qui avait épousé en secondes noces, le 19 mai 1696, à Niort, Charlotte Louise de Nesmond (1642), sans postérité, se remarie en troisièmes noces, vers 1720, à Marguerite de Pujol de Beaufort (1699 + après décembre 1724), fille de Guillaume (1673 + 1731), baron de Beaufort, conseiller à la cour des comptes de Montpellier.
Ce ménage Beaumont a une fille unique, (Marie) Louise de Beaumont (1723 + 1779), titrée marquise du Fort et comtesse de Verrières, dame d'Ancelpont, mariée les 16 et le 18 juin 1740, au château du Fort, à Jean Antoine Nicolas François de Capellis (1711 + 1772), 2e marquis de Capellis, gentilhomme d'Avignon, capitaine de vaisseau, chevalier de Saint-Louis.
Après la mort de la marquise de Capellis, au château du Fort, ses fiefs du Fort, de Verrières et d'Ancelpont passent à son fils aîné, Hippolyte Louis Antoine (1744 + 1813), appelé le comte de Capellis, capitaine de vaisseau, chevalier de Saint-Louis, émigré en 1792, contre-amiral au service de la Russie, rentré en France en 1801.
L'édifice est partiellement inscrit au titre des monuments historiques en 1973 et partiellement classé en 1984.